# Amfreville-sur-Iton
Amfreville-sur-Iton é uma comuna francesa na região administrativa da Normandia, no departamento de Eure. Estende-se por uma área de 5,46 km². Em 2010 a comuna tinha 871 habitantes (densidade: 159,5 hab./km²).